# Невыносимая лёгкость бытия (альбом «Гражданской обороны»)
«Невыносимая лёгкость бытия» — студийный альбом группы «Гражданская оборона». Альбом записывался с мая 1995 по октябрь 1996 года вместе с альбомом «Солнцеворот». Их объединяет общая стилистика и манера записи. В «Солнцеворот» вошли песни записанные раньше, в «Невыносимую легкость бытия» — позже. В 2005 году альбом был пересведён, частично перезаписан и выпущен под названием «Сносная тяжесть небытия». Название альбома отсылает к одноименному роману Милана Кундеры.
Последний альбом коллектива, записанный с участием Константина Рябинова (он же «Кузя Уо») — сооснователя и постоянного участника группы «Гражданская оборона» до своего ухода в 1999 году. Так же это был последний релиз группы с участием Евгения «Махно» Пьянова, позже ушедшего из коллектива и трагически погибшего в конце 1999 года.

## История создания
Альбомы «Солнцеворот» и «Невыносимая легкость бытия» явились данью «красным» политическим увлечениям Егора Летова. После событий октября 1993-года Летов запланировал выпуск двойного альбома, в которые входили бы участники «Инструкции по выживанию», «ДК» и «Чёрного Лукича». Однако запись не состоялась. В итоге замысел перерос в запись материала Гражданской обороны. В отличие от предыдущего альбома Летова «Сто лет одиночества» в альбомах создана «стена звука», из множества звучащих в унисон гитар, и голосов. Так как Летов принципиально записывал альбом в домашних условиях, во время записи у него возникли конфликты с соседями, по его словам, самые тяжёлые за всю его музыкальную деятельность:

Самые тяготы пришлись на альбом «Солнцеворот» — соседи били по батарее и это бралось микрофоном, ситуацию спас Махно, которому удалось временно обаять соседей, на что мы с Кузьмой были категорически неспособны.

В результате сведением альбома Летов остался недоволен:

Мы не успели перестроиться к цифровому звуку и оказались в какой-то степени беспомощными… Альбомы очень плохо сведены. Записаны очень хорошо, а сведены плохо. На тот момент у нас не было опыта работы с многоканальной цифровой техникой, которая у нас впервые появилась. В результате половины записанных инструментов просто не слышно, из другой половины каша, что-то таинственно выпирает, чего-то вопиюще не хватает…

## Критика альбомов
Обычно альбомы рассматривают вместе. Альбомы были тепло восприняты критиками, придерживающимися «левых» взглядов:

И если мы действительно хотим привлечь молодежь в наше, то такие люди, как Летов, должны определять лицо оппозиции — не в смысле заседать в президиумах, а в том, что песни «Пой революция!», «Солнцеворот», «Победа», «Родина», «Новый день» должны звучать на наших митингах вместе с «Вставай, страна огромная!». Они созданы специально для того, чтобы поднять в едином порыве стадион или стотысячный митинг — не случайно на обеих кассетах имеется надпись «Слушать громко!».

Альбом называли как лучшим за историю группы, так и (вместе с «Солнцеворотом») «промежуточным конденсатом» и «никакими» альбомами.

## Список композиций
| №   | Название                       | Автор(ы)                   | Длительность |
| --- | ------------------------------ | -------------------------- | ------------ |
| 1.  | «Пой, революция!»              | Егор Летов                 | 3:15         |
| 2.  | «Ещё немного»                  | Егор Летов                 | 4:33         |
| 3.  | «В Ленинских горах»            | Вадим Кузьмин, Егор Летов  | 4:41         |
| 4.  | «Про любовь»                   | Кузьма Рябинов             | 2:29         |
| 5.  | «У войны не женское лицо»      | Егор Летов                 | 3:18         |
| 6.  | «Наши»                         | Егор Летов                 | 7:34         |
| 7.  | «Победа»                       | Егор Летов                 | 2:16         |
| 8.  | «Бога нет»                     | Кузьма Рябинов             | 5:17         |
| 9.  | «Гордое слово в остывшей золе» | Егор Летов                 | 4:01         |
| 10. | «Так»                          | Егор Летов, Кузьма Рябинов | 4:29         |
| 11. | «Невыносимая легкость бытия»   | Егор Летов                 | 14:48        |

У войны не женское лицо
В песне использована запись, произведённая Летовым во время прохождения ритуальной процессии мимо окон его квартиры. Данное название отсылает к одноименному произведению С. А. Алексиевич — «У войны не женское лицо».
Бога нет

Из ответов Егора Летова фанатам на официальном сайте Гражданской обороны:
Что касается песни «Бога нет», начнем с того, что она не моя, а Кузьмы Рябинова, текст ее написан был в туалете, по его словам, во время соответствующих занятий. Во всяком случае, оригинал текста ее, который у меня имеется, и который был мне торжественно предоставлен Кузьмой, выполнен на клочке туалетной бумаги. Как объяснял Кузьма, написан он был после долгого и обильного воскурения.

## Состав
- Егор Летов — голоса, гитары, ударные, РХ-1000
- Анна Волкова — голоса, электроскрипка, вибрафон, электроорган, РХ-1000
- Евгений Махно — баян, гитара
- Кузьма Рябинов — голоса, электроорган, гитары, бас, вибрафон, РХ-1000, дуремика[10], перкуссия
- Игорь Жевтун — гитара, бас.
- Александр Чеснаков — гитара в песне «Про дурачка»(песня была добавлена в переиздании «Сносная тяжесть небытия»)

## О записи
Записано в ГрОб-студии в январе-октябре 1996 г. 

Сведено в ГрОб-студии Егором, Нюрычем и Махно в феврале 1997 г. 

В песне «У войны не женское лицо» использована запись, произведённая Летовым во время прохождения ритуальной процессии мимо окон его квартиры. 

Альбом имеет примечание: «Слушать громко!» 

Продюсер: Егор Летов 

Кулибина давали: Нюрыч и Кузьма 

Оформление: Е. Летов, А. Волкова и Е. Махно. 

Художник: Босх, Отто Дикс

Фото: Анна Волкова